# Make It Soul
Make It Soul ist ein französischer animierter Kurzfilm von Jean-Charles Mbotti Malolo aus dem Jahr 2018.

## Handlung
Chicago im Winter 1965: Solomon Burke erreicht mit zwei Stunden Verspätung das Regal Theater, wo er als Headliner auftreten soll. Am Abend wird zudem James Brown auf der Bühne stehen und singen. Beide Musiker treffen in James Browns Garderobe aufeinander und James unterstützt Solomon bei seinem Vorhaben, mit Krone und Umhang als King of Rock’n’Soul aufzutreten. Dass James Browns Musiker bereits auf der Bühne Platz nehmen, obwohl Solomon als erstes auftreten soll, redet James herunter: Aufgrund der Verspätung Solomons musste man sich auf Musiker einigen; zudem wollen James’ Musiker unbedingt mit Solomon auf einer Bühne stehen. James gibt Solomon den Künstlervertrag für den Abend und der steckt ihn ungelesen weg.
Statt Solomon kündigt der Ansager kurz darauf James Brown an und dieser wiederum verkündet auf der Bühne, dass Solomon leider nicht auftreten wird, weil er als King of Soul entthront worden sei. James Brown beginnt seine Show, während Solomon sich frustriert zurückzieht und James’ Garderobe demoliert. Eine Mitarbeiterin erscheint und weist ihn zurecht: Er habe die Rolle gespielt, die ihm an dem Abend zudacht worden sei. James Brown sei wie ein Zauberer der Musik, Solomon müsse das erkennen und letztlich habe James nur bewiesen, dass jeder Schwarze seinen Platz auf dieser Welt verdient. Solomon erkennt, dass James derjenige sein wird, der die Revolution beginnt, und dass sich ihm niemand in den Weg stellen sollte.

## Produktion
Make it Soul war der dritte Kurzfilm, den Jean-Charles Mbotti Malolo als Regisseur umsetzte. Die Idee für den Film geht auf Produzent Amaury Ovise zurück, der 2012 im Buch Sweet Soul Music von Peter Guralnick die im Film erzählte Anekdote zwischen James Brown und Solomon Burke las. Die Animation geht auf Filzstiftzeichnungen Simon Roussins zurück; animiert wurde der Film als Mix von Filzstiftzeichnungen und Computeranimation.
Im Film sind verschiedene Lieder zu hören:

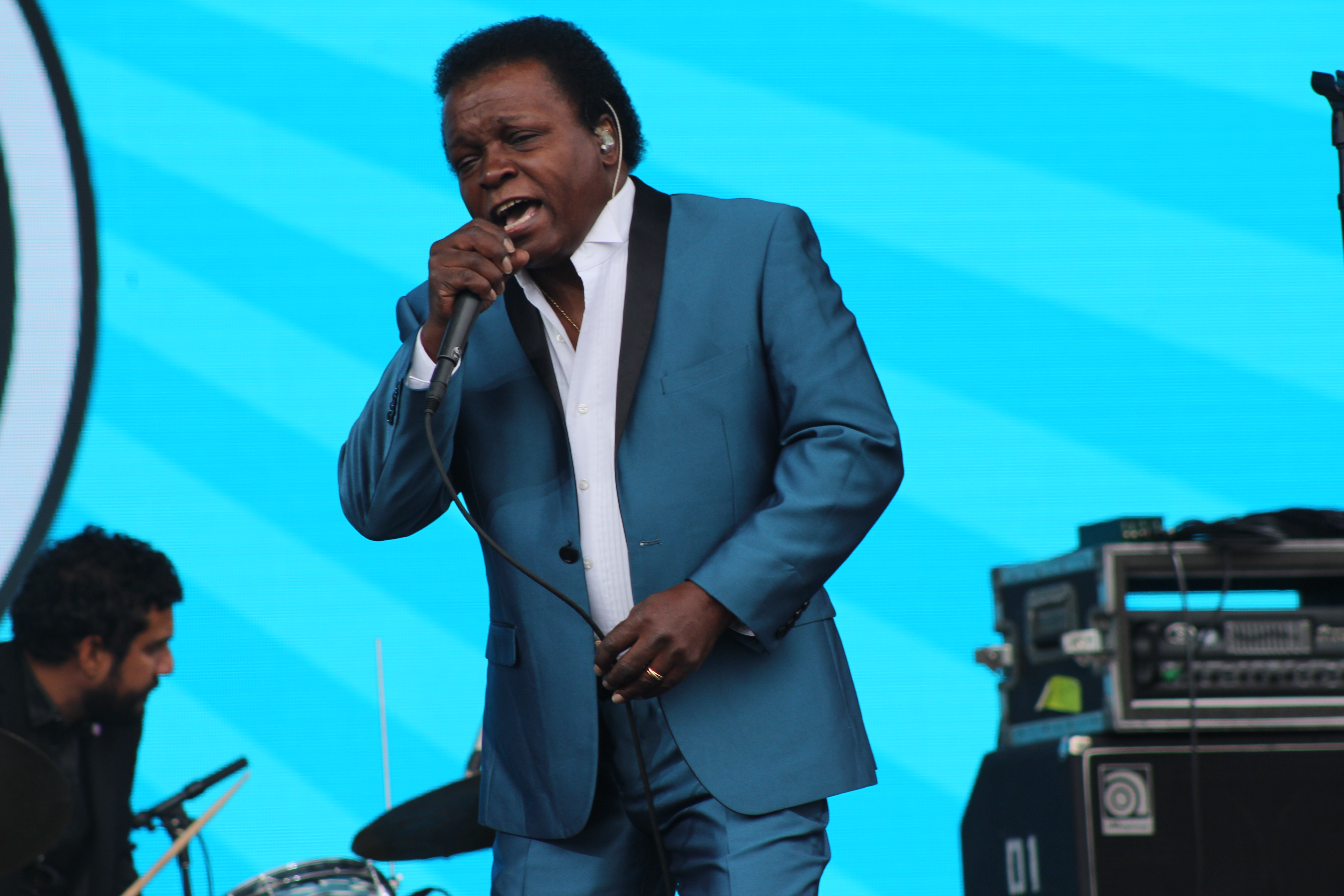
Sänger Lee Fields, der im Film James Brown spricht und seine Lieder einsang

- James Brown – People Get Up And Drive Your Funky Soul
- Dominic Glover, Gary Crochett, Jay Glover – Uptown Strut
- Marvin Gaye – Abraham, Martin & John
- Bernard Hernandez Sanchez – Soul Nights
- Guy Barker, Kurt Elling – That’s All Folks 2
- Lee Fields – Funky Screw
- Lee Fields – You Been Cutting Out (On Me)

Der Film ist der US-amerikanischen Soulsängerin Sharon Jones (1956–2016) gewidmet.
Make It Soul erlebte am 14. Juni 2018 auf dem Festival d’Animation Annecy seine Premiere und lief in der Folge unter anderem auf dem LA Shorts International Film Festival und dem Festival du Court-Métrage de Clermont-Ferrand. ARTE zeigte den Film am 18. November 2018 im Rahmen der Sendung Kurzschluss erstmals im deutschen Fernsehen.

## Auszeichnungen
Make It Soul wurde 2020 für einen César in der Kategorie Bester animierter Kurzfilm nominiert.